# Smygflygplan

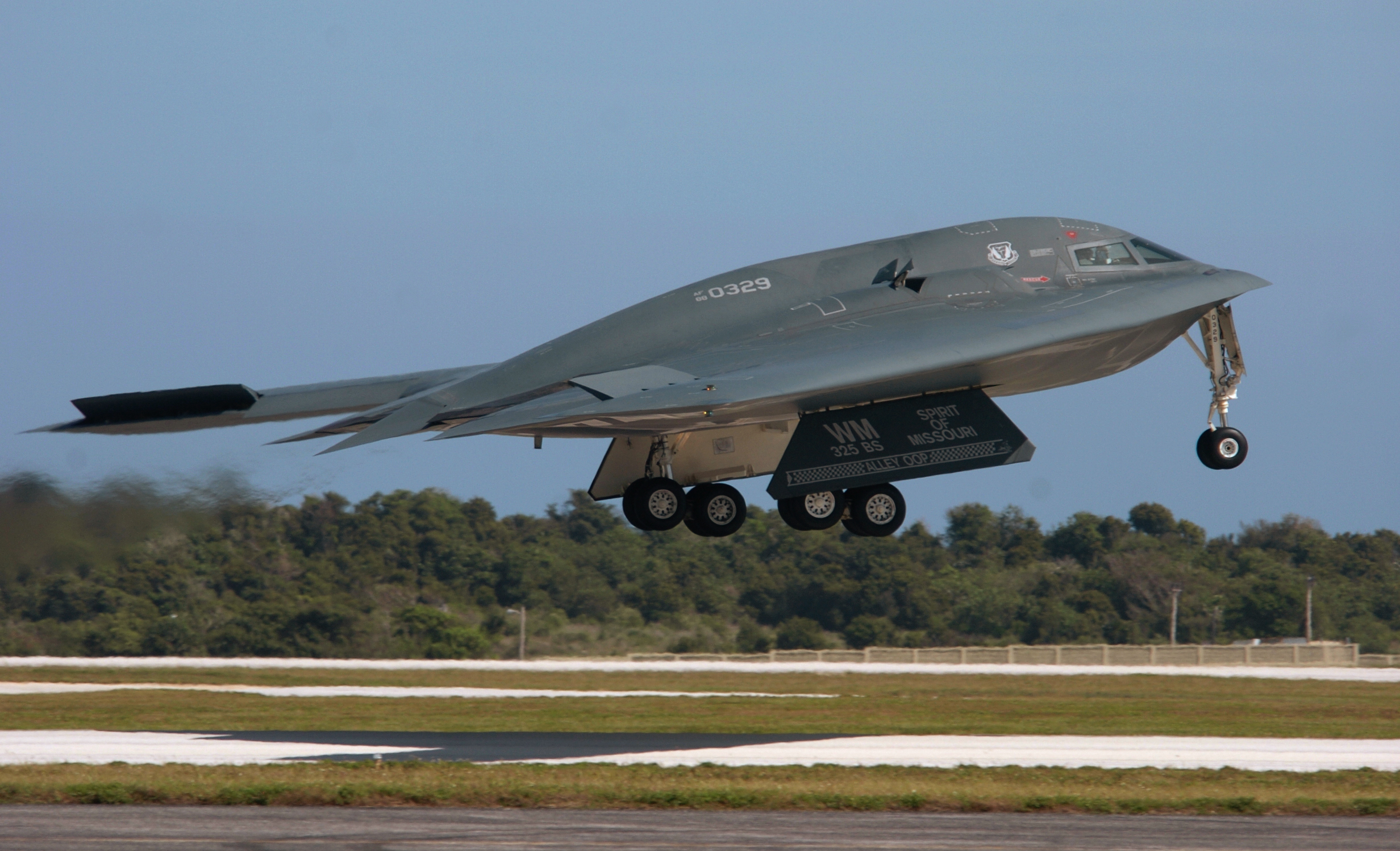
Stealthflygplan av typen B-2.

Ett smygflygplan (engelska: stealth aircraft) är ett flygplan använder smygteknik. Det kan därför absorbera eller splittra radar- och infraröd bestrålning, i syfte att undvika upptäckt. Även om sådana plan är avsevärt svårare att upptäcka är de inte helt "osynliga". På senare tid har tekniken dessutom blivit mindre effektiv, men smygplan fortsätter ändå att utvecklas – bland annat av USA och Kina.
Exempel på smygflygplan
- F-117, attackflygplan
- Lockheed_SR-71_Blackbird
- B-2, bombflygplan
- Lockheed Martin F-22 Raptor, enhetsflygplan
- Dassault nEUROn, stridsdrönare delvis utvecklat i Sverige
- Lockheed Martin F-35 Lightning II, enhetsflygplan
- Chengdu Jian-20, enhetsflygplan
- Suchoj Su-57